# Guam Football Association National Training Center
Das Guam Football Association National Training Center, auch GFA National Training Center, ist ein Fußballstadion in der guamischen Stadt Siedlung Dededo. Der Eigentümer und Betreiber ist der nationale Fußballverband Guams, die Guam Football Association (GFA), die ihren Sitz in der Nähe des Trainingszentrums hat. Zur Anlage, die Zuschauern 5000 Plätze bietet, gehören u. a. drei Fußballplätze, davon einer mit Naturrasen, ein Beachsoccer-Feld und ein Futsal-Platz.
Im Trainingszentrum werden hauptsächlich alle von der GFA veranstaltete Ligen ausgetragen, darunter auch die Spiele der höchsten Fußballliga, der Guam League. Daneben werden dort auch Spiele der guamischen Fußballnationalmannschaft ausgetragen.

## Geschichte
Im Mai 2003 genehmigte die FIFA durch ihr Financial Assistance Programme (FAP) den Bau eines neuen Hauptsitzes der Guam Football Association sowie eines Trainingszentrums in Dededo. Die Gesamtkosten beliefen sich auf 550.000 US-Dollar. Die Eröffnung fand am 7. Mai 2005 statt. In den nachfolgenden Jahren wurde die Anlage stetig erweitert. So wurde 2009 ein neuer Kunstrasenplatz und 2011 weitere Fußballplätze errichtet sowie Solaranlagen zur Stromgewinnung gebaut. 2021 wurde eine Tribüne mit rund 250 Plätzen für das Futsalfeld gebaut.
Hauptsächlich wird das Zentrum für die Spiele der beiden höchsten Ligen des Landes, der Guam League und der Guam Second Division, dem nationalen Pokalwettbewerb sowie diverser Jugend- und Seniorenmannschaften genutzt. Die guamische Fußballnationalmannschaft trug in dem Stadion im Zuge der Qualifikation zur WM 2018 ihre ersten Heimspiele bei einer WM-Qualifikation aus. Gegen Turkmenistan (1:0) und Indien (2:1) konnte die Mannschaft dabei am 11. und 16. Juni 2015 ihre ersten beiden Siege in einer WM-Qualifikation erreichen.
Im Juli 2014 und im Juli 2016 war das Trainingszentrum jeweils Austragungsort der ersten Runde der Qualifikation zur Ostasienmeisterschaft der Männer als auch der Frauen.